# Quảng Phong (xã)
Quảng Phong là một xã thuộc huyện Hải Hà, tỉnh Quảng Ninh, Việt Nam.
Xã Quảng Phong có diện tích 78,25 km², dân số năm 2006 là 3814 người, mật độ dân số đạt 49 người/km².